# Sosane jirkovi
Sosane jirkovi är en ringmaskart som beskrevs av Holthe 2002. Sosane jirkovi ingår i släktet Sosane och familjen Ampharetidae. Inga underarter finns listade i Catalogue of Life.